# Кокер, Джарвис
Джарвис Брэнсон Кокер (род. 19 сентября 1963, Шеффилд, Англия) — британский музыкант, автор песен. Известен как основатель и фронтмен группы Pulp. Благодаря его работе в группе Джарвис стал одной из ключевых фигур брит-попа в середине девяностых.

## Дискография

### Альбомы
- Jarvis (13 ноября 2006) #37
- Further Complications (18 мая 2009) #19, #155

### Синглы
с альбома Jarvis:
- «Running the World» (только скачивание) (21 августа 2006)
- «Don't Let Him Waste Your Time» (8 января 2007) #36,  Indie #1
- «Fat Children» (16 июля 2007) #158

внеальбомный сингл:
- «Temptation (Live)» (Бет Дитто и Джарвис Кокер) (18 февраля 2008) ##148

с альбома Further Complications:
- «Angela» (только скачивание) (17 апреля 2009)
- «"Further Complications."/Girls Like It Too» (сингл с двумя первыми сторонами) (9 ноября 2009)

### Другое
- Песни к фильму «Fantastic Mr. Fox» по роману Роальда Даля.